# وادي السيليكون الإسرائيلي

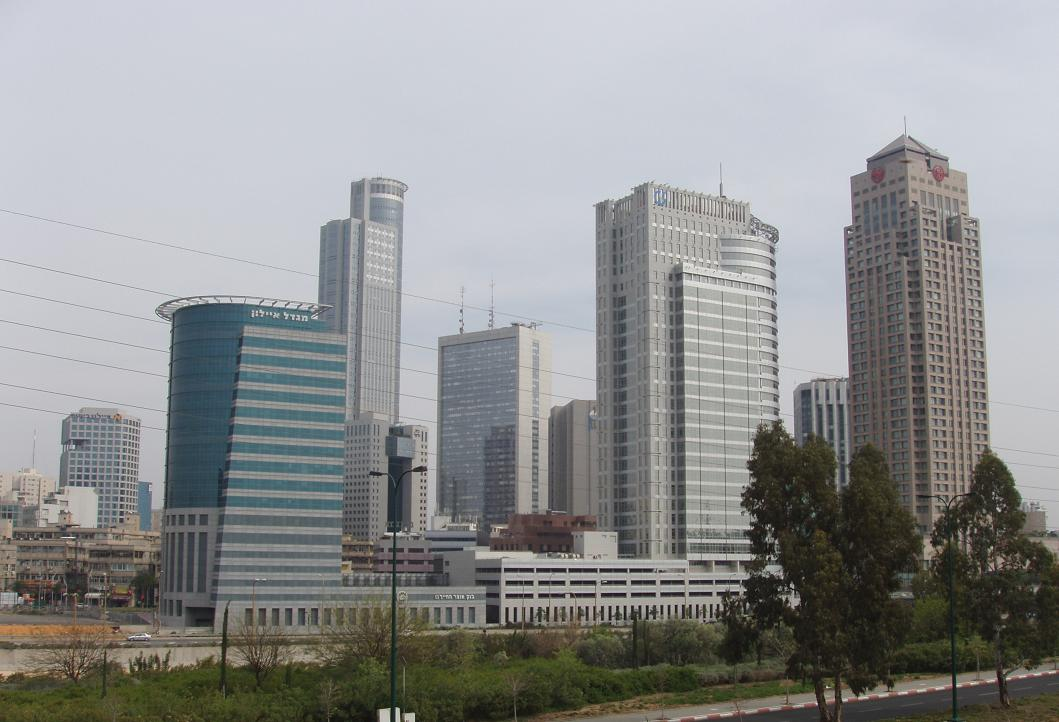
حي الألماس في رامات غان

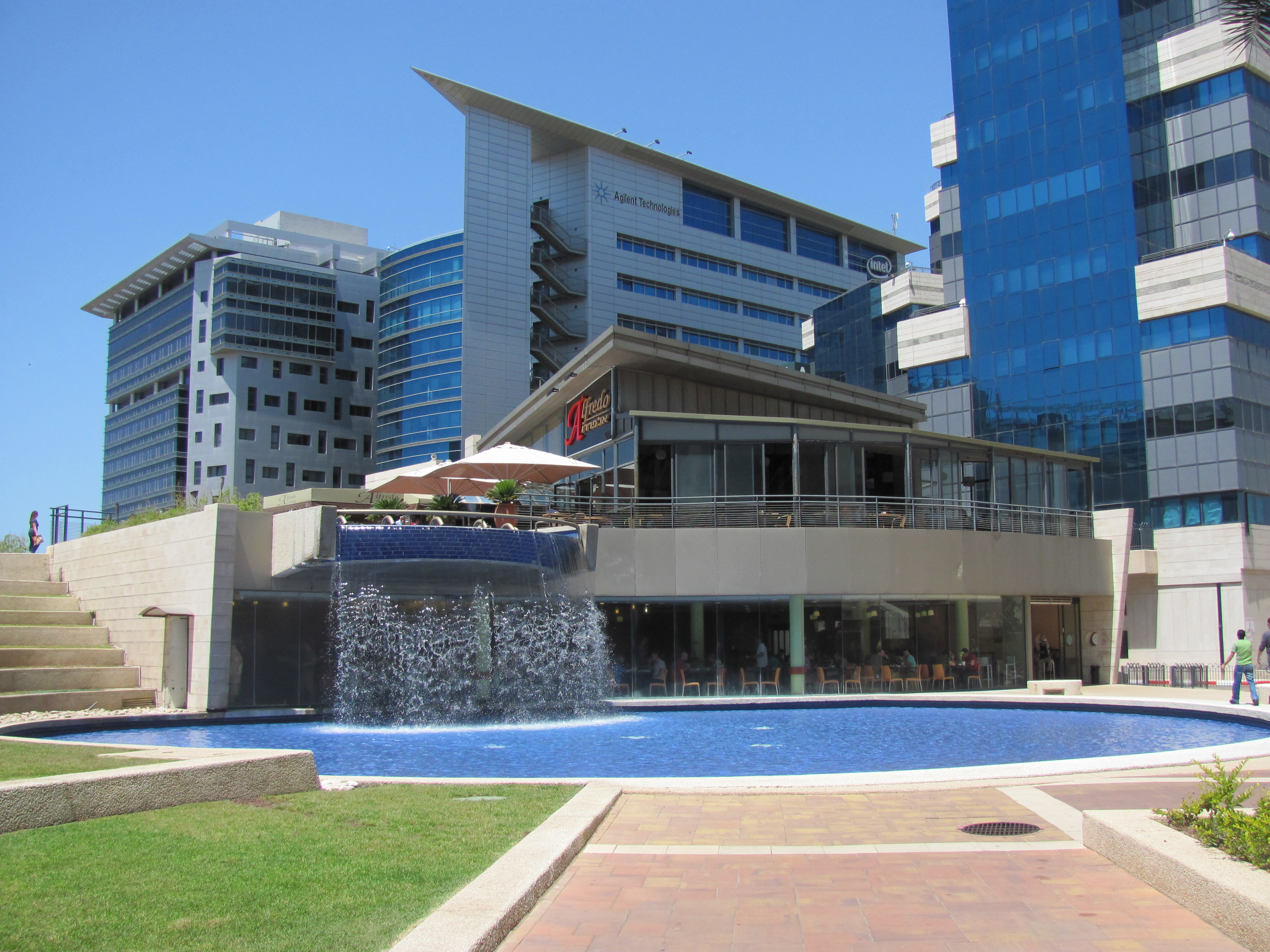
حديقة أزوريم التقنية في بتاح تكفا

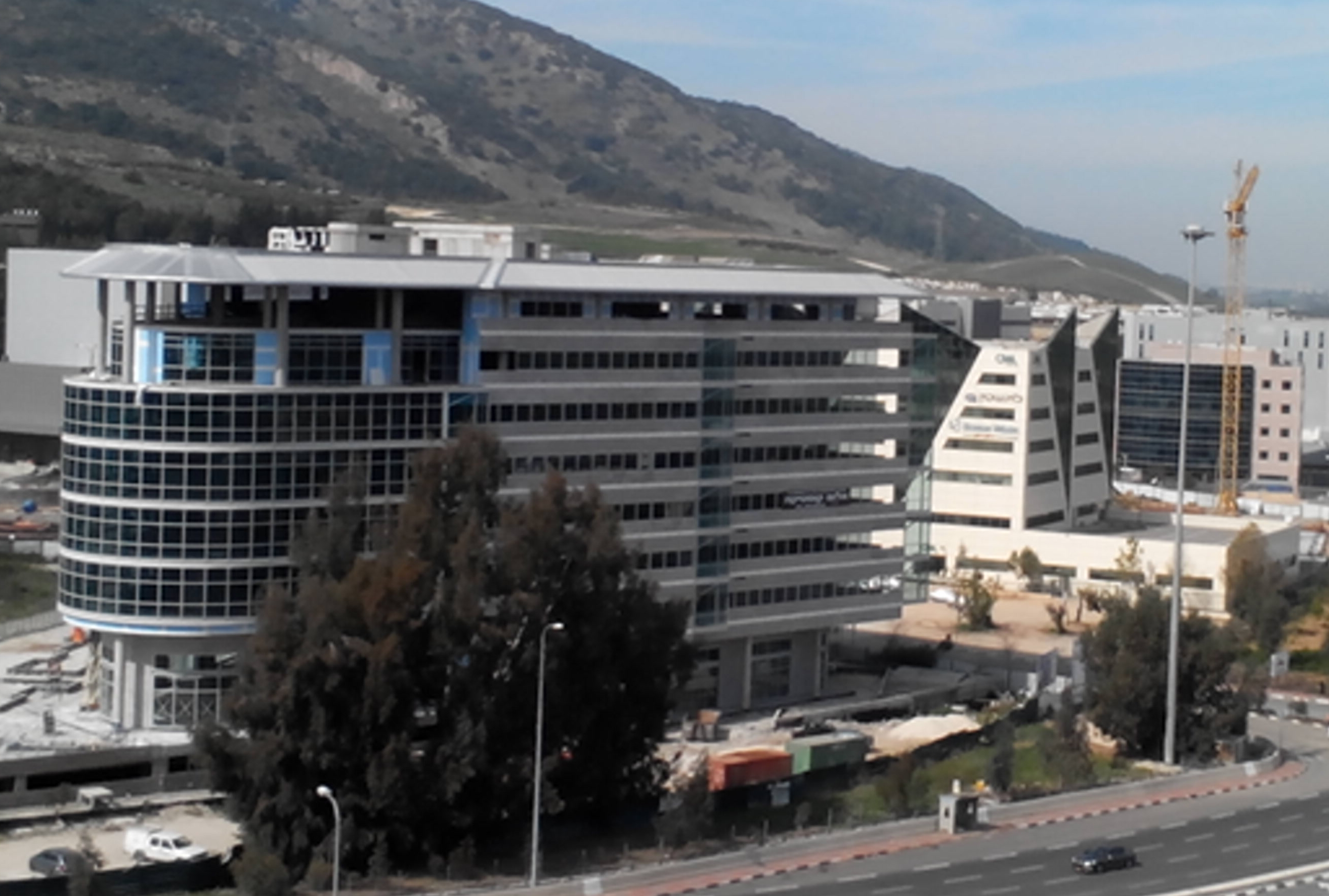
حديقة الشركات الناشئة في يوكنعام

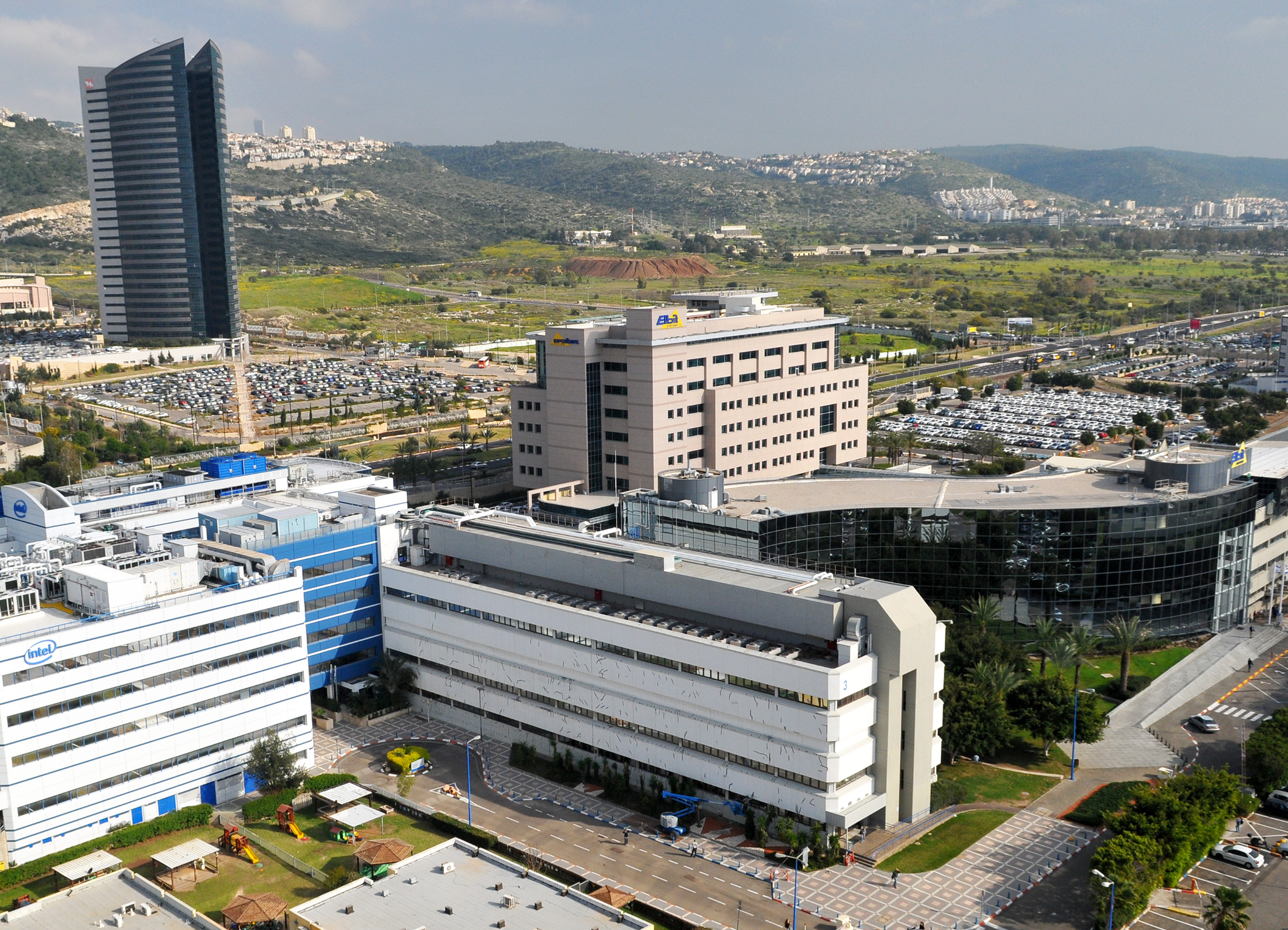
حديقة ماتام للتقنيات الفائقة في حيفا

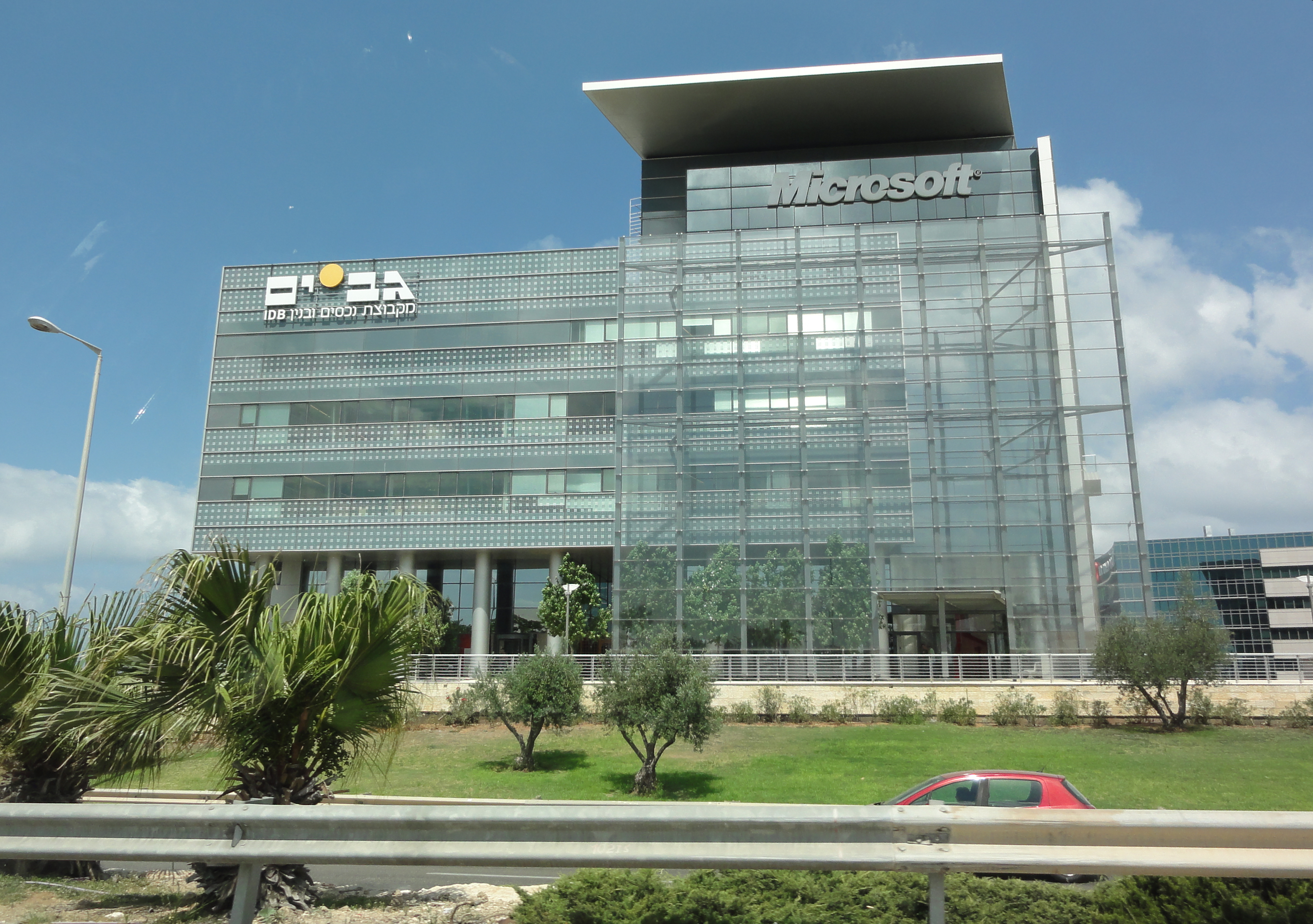
مجمع ميكروسوفت في هرتسليا

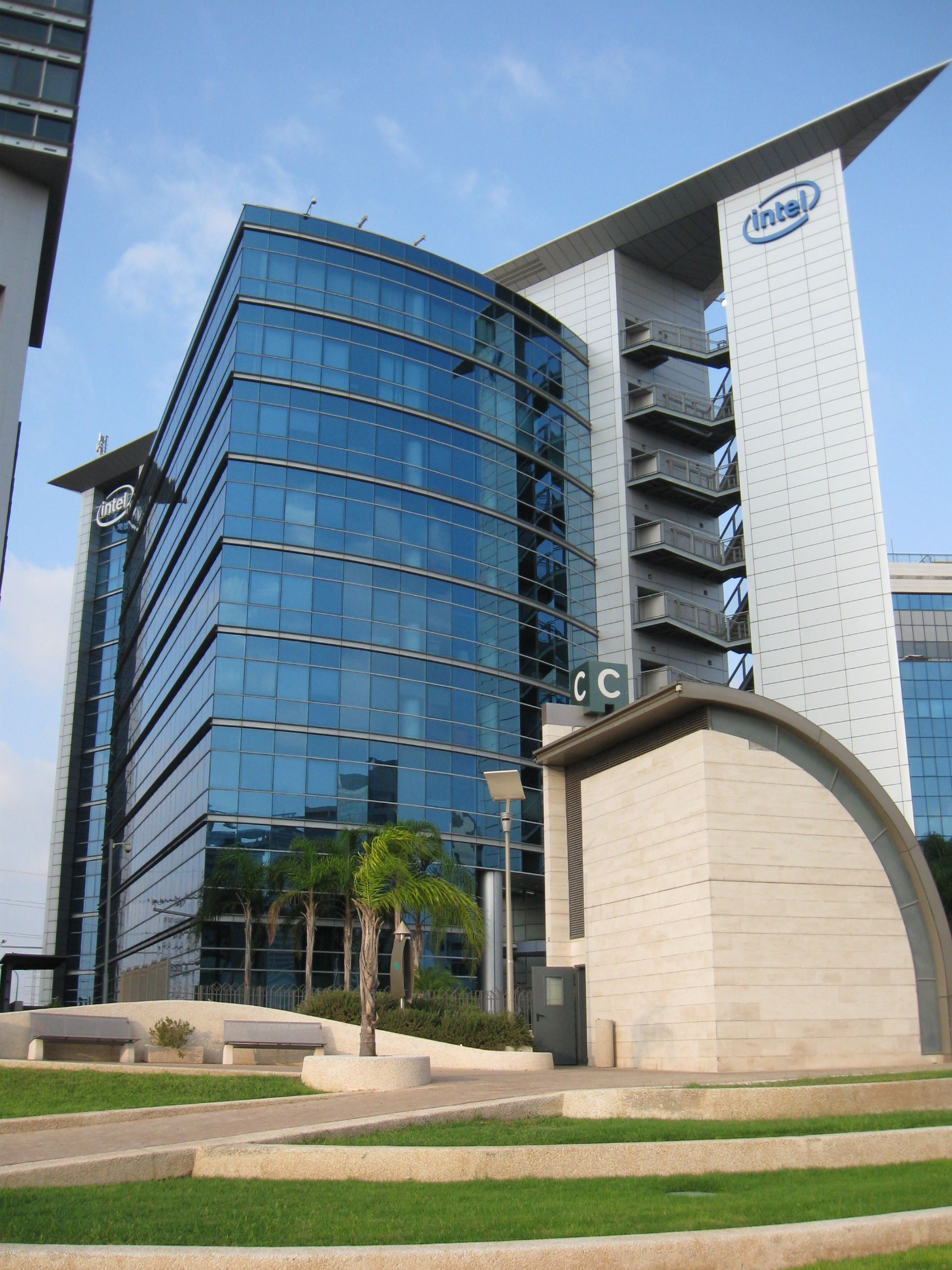
مبنى شركة إنتل في بتاح تكفا

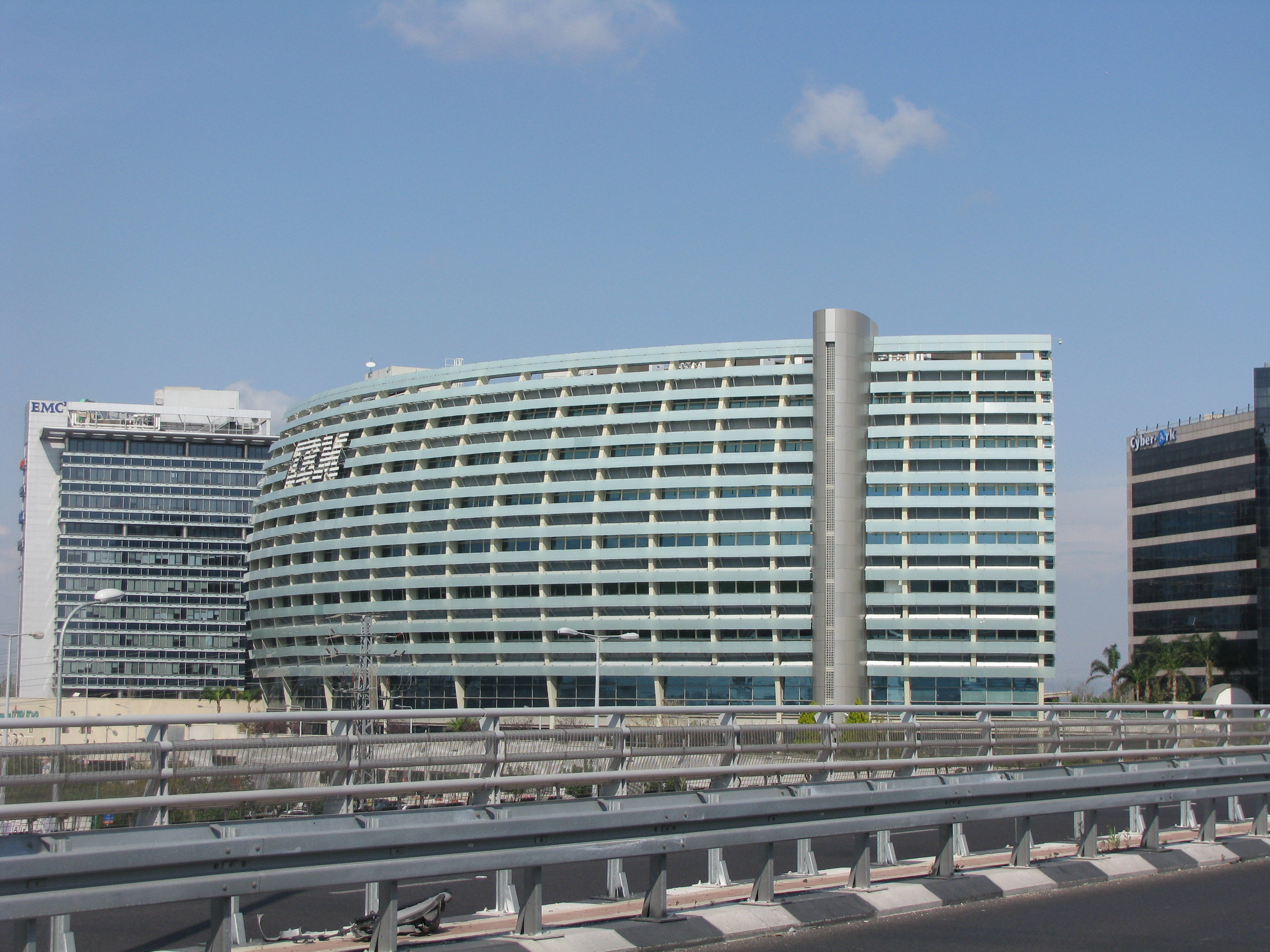
مبنى شركة (IBM) في بتاح تكفا

’’’وادي السيليكون الإسرائيلي’’’ ، باللغة العبرية (סיליקון ואדי) و تلفظ (سيليكون وادي) ، و بالإنجليزية (Silicon Wadi) ، و الرمز العالمي له هو (SW)، تمييزاً له عن وادي السيليكون الأمريكي ورمزه العالمي (SV) .
يقع وادي السيليكون الإسرائيلي في منطقة في السهل الساحلي في إسرائيل  حيث تتمركز بها شركات التكنولوجيا الفائقة .
تقع المنطقة بين مدينة حيفا شمالاً وحتى الأجزاء الجنوبية من ضواحي تل أبيب جنوباً ، ويزداد تركيز الشركات فائقة التقنية في محيط تل أبيب .
تتكون المراكز الرئيسية للتقنية في هذه المنطقة من مدن يوكنعام ورعنانا وبتاح تكفا وهرتسليا ونتانيا ورمات غان و مدينة رحوفوت العلمية و نيس زيونا وقيسارية و مدينة المطار (Airport city) الواقعة في جوار مطار بن غوريون الدولي حيث يقع المركز الرئيسي لشركة صناعات الفضاء الإسرائيلية ، بالإضافة إلى المراكز عالية التقنية داخل مدينة حيفا ...

## أصل المصطلح
إصطلاح وادي السيليكون مستوحى من وادي السيليكون في ولاية كاليفورنيا في الولايات المتحدة. و الكلمة العربية «وادي» تستخدم أيضًا بشكل شائع في اللغة العبرية العامية وتكتب (ואדי).

## الخلفية التاريخية
بدأ الاهتمام الإسرائيلي بالتقنيات في أوائل الستينيات، ففي عام 1961 ، تم تأسيس شركة إي سي آي للاتصالات (ECI Telecom) ، وتلاها في عام 1962 تأسيس شركة تاديران (Tadiran) و هي حالياً شركة كبيرة متخصصة في إلكترونيات الاتصالات بالإضافة لشركة إلرون (Elron Electronic Industries) و هي حالياً شركة كبيرة وتعمل في العديد من المجالات التقنية . و نما عدد الشركات الناجحة ببطء، ومع إضافة شركة أو اثنتين من الشركات الناجحة الجديدة كل عام حتى أوائل التسعينيات تكونت قاعدة معتبرة للتقنية في إسرائيل .
في عام 1964 ، كانت شركة موتورولا أول شركة أمريكية تنشئ وحدة بحث وتطوير في إسرائيل، وطور هذا المركز في البداية منتجات لاسلكية بما في ذلك أنظمة تحكم بالري عن بعد ، ثم طور لاحقًا شرائح إلكترونية رائدة مثل شريحة موتورولا 68030 .
بعد حظر الأسلحة الفرنسي عام 1967 ، عملت إسرائيل على تطوير صناعة عسكرية خاصة بها، كما بدأت بعض شركاتها العسكرية بالبحث عن تطبيقات مدنية للتقنيات العسكرية وتطويرها. في سبعينيات القرن الماضي، ظهرت بعض الابتكارات التجارية، واستند بعضها إلى أفكار تعتمد على البحث والتطوير العسكري، كان منها أنظمة الطباعة الرقمية (Scitex) ، التي كانت تعتمد على أسطوانات سريعة الدوران مستوحاة من تطبيقات عسكرية . كما كان نظام شركة إلسنت (Elscint) ، للتصوير الطبي إنجازاً في ذلك الوقت وأصبحت إلسنت الآن شركة مهمة في مجال تصنيع مكونات أجهزة التصوير الطبي .

### إنطلاق الاهتمام بسوق البرمجيات العالمي
مع الوقت تحول التركيز في الصناعات المرتبطة بالحوسبة من الأجهزة ومكوناتها الصلبة والتي تعتمد على خطوط الإنتاج المؤتمتة إلى حد بعيد - و التي لا تتمتع فيها إسرائيل بميزة نسبية - إلى منتجات البرمجيات والتي يلعب فيها رأس المال البشري دوراً رئيسياً .
حالياً أصبحت إسرائيل من أوائل الدول التي تنافس في أسواق البرمجيات العالمية، بحلول الثمانينيات، نشأت وتطورت مجموعة متنوعة من شركات البرمجيات. عثرت هذه الشركات على مجالات عملية لم تكن تهيمن عليها الشركات الأمريكية وبين عامي 1984 و 1991 زادت صادرات البرمجيات الإسرائيلية من 5 ملايين دولار إلى 110 ملايين دولار، وتم تطوير العديد من البرمجيات المهمة من قبل طلاب وخريجي مركز ممرام (Mamram) و كلمة ممرام إختصار للإصطلاح العبري لمركز الحوسبة والمعلومات (Center of Computing and Information Systems) ، و هو مركز بحثي تابع لجيش الدفاع الإسرائيلي تم إنشاؤه في الستينات .
خلال الثمانينيات وأوائل التسعينيات، ظهرت العديد من شركات البرمجيات الإسرائيلية الناجحة، مثل أمدوكس (Amdocs) والتي تأسست عام 1982 باسم أوريك للمعلومات (Aurec Information) و شركة سيماترون (Cimatron) و التي تأسست عام 1982 و شركة ماجيك للبرمجيات (Magic Software Enterprises) و التي تأسست عام 1983 ، و شركة كومفيرس (Comverse) والتي تأسست عام 1983 باسم إفرات لتقنيات المستقبل (Efrat Future Technologies) ، و شركة (علاء الدين لنظم المعرفة) (Aladdin Knowledge Systems) و التي تأسست عام 1985 ، و شركة الزئبق للأنظمة التفاعلية (Mercury Interactive) و التي تأسست عام 1989 ، و شركة نقظة الفحص لتفنيات البرمجة (Check Point Software Technologies) و التي تأسست عام 1993.
شهد عقد التسعينيات انطلاقًة حقيقية لصناعات التقنيات الفائقة في إسرائيل، حيث زاد نمو هذا القطاع والذي أستفاد من قوة العمل عالية التعليم من هجرة اليهود من الاتحاد السوفيتي في تسعينات القرن العشرين .

### طفرة الدوت كوم
يقصد بدوت كوم (COM.) كل مايتعلق بالإنترنت من برمجيات .
في عام 1998 ، قامت شركة ميرابيليس (Mirabilis) بتطوير برنامج المراسلة الفورية آي سي كيو (ICQ) و هو اللفظ المشابه لعبارة (I Seek You) ، والذي أحدث ثورة في الاتصال عبر الإنترنت ، و قد تم شراء هذا البرنامج من قبل شركة إيه أو إل (America Online (AOL)) مقابل 407 ملايين دولار، وقد اجتذبت الخدمة المجانية لبرنامج المراسلة الفورية آي سي كيو (ICQ) قاعدة مستخدمين بلغت 15 مليون مستخدم في تلك الفترة وبحلول عام 2001 ، كان لدى الشركة أكثر من 100 مليون مستخدم في جميع أنحاء العالم .
أثار نجاح شركة ميرابيليس (Mirabilis) طفرة في شركات برمجيات الإنترنت في إسرائيل. حيث تم تأسيس الكثير من الشركات الجديدة بين عامي 1998 و 2001 ، في حين بلغ رأس المال الاستثماري الذي جمعته الشركات الإسرائيلية 1851 مليون دولار في عام 1999 فقط، وبلغت المبالغ الاستثمارية ذروتها عند 3701 مليون دولار في عام 2000. وكان لأكثر من خمسين شركة إسرائيلية عروض عامة أولية في بورصة نازداك وأسواق الأسهم الدولية الأخرى خلال تلك الفترة .

### وادي السيليكون اليوم
أدى الطلب العالمي على التقنيات والبرمجيات والإلكترونيات وغيرها من المعدات المتطورة إلى تحفيز النمو الصناعي في وادي السيليكون الإسرائيلي، كما تعززت المكانة العالية لإسرائيل في مجال التقنيات الحديثة وهي نتيجة لتركيزها على التعليم العالي والبحث والتطوير.
تساعد الحكومة الإسرائلية النمو الصناعي من خلال تقديم قروض منخفضة الفائدة من ميزانيتها التنموية، وتتمثل القيود الرئيسية التي تواجهها الصناعة التقنية في ندرة المواد الخام ومصادر الطاقة المحلية، بالإضافة إلى الحجم المحدود للسوق المحلي.وفقًا لتشارلز أ. هولواي، المدير المشارك لـ مركز دراسات ريادة الأعمال وأستاذ في كلية ستانفورد للدراسات العليا للأعمال بجامعة ستانفورد، تتمثل إحدى الميزات المؤكدة في أن العديد من خريجي الجامعات الإسرائيلية من المرجح أن يصبحوا رواد أعمال في مجال تكنولوجيا المعلومات أو أن يؤسسوا شركات ناشئة .
على سبيل المثال فإن من قام بإنشاء برنامج آي سي كيو(ICQ) الشهير أربعة رواد أعمال شباب . ، كما أن لدى شركة آي بي إم (IBM) فريق هندسة اكتشاف المحتوى في مقر الشركة في مجمع القدس للتقنية (Jerusalem Technology Park) .
وهذا المركز أحد مراكز آي بي إم العديدة في إسرائيل .

### شهرة مجموعة راد (RAD)
وفقًا لبحث أجراه البروفيسور شموئيل إليس، رئيس قسم الإدارة في كلية الإدارة بجامعة تل أبيب والبروفيسور إسرائيل دروري من كلية إدارة الأعمال في كلية الإدارة والبروفيسور تسور شابيرا، رئيس قسم الإدارة وإدارة المنظمات في جامعة نيويورك، فإن مجموعة راد (RAD) و التي تأسست عام 1981 من قبل الأخوين يهودا وزوهار زيسابيل، كانت «الأرض الأكثر خصوبة» لتكوين رواد أعمال إسرائيليين، حيث أنتجت المجموعة ستة وخمسين رائد أعمال أسسوا أكثر من شركة ناشئة، كما كان خريجو مجموعة راد (RAD) مسؤولين عن إنشاء ما مجموعه 111 مبادرة ذات أهمية عالية في مجال التقنيات الفائقة .

## الموقع

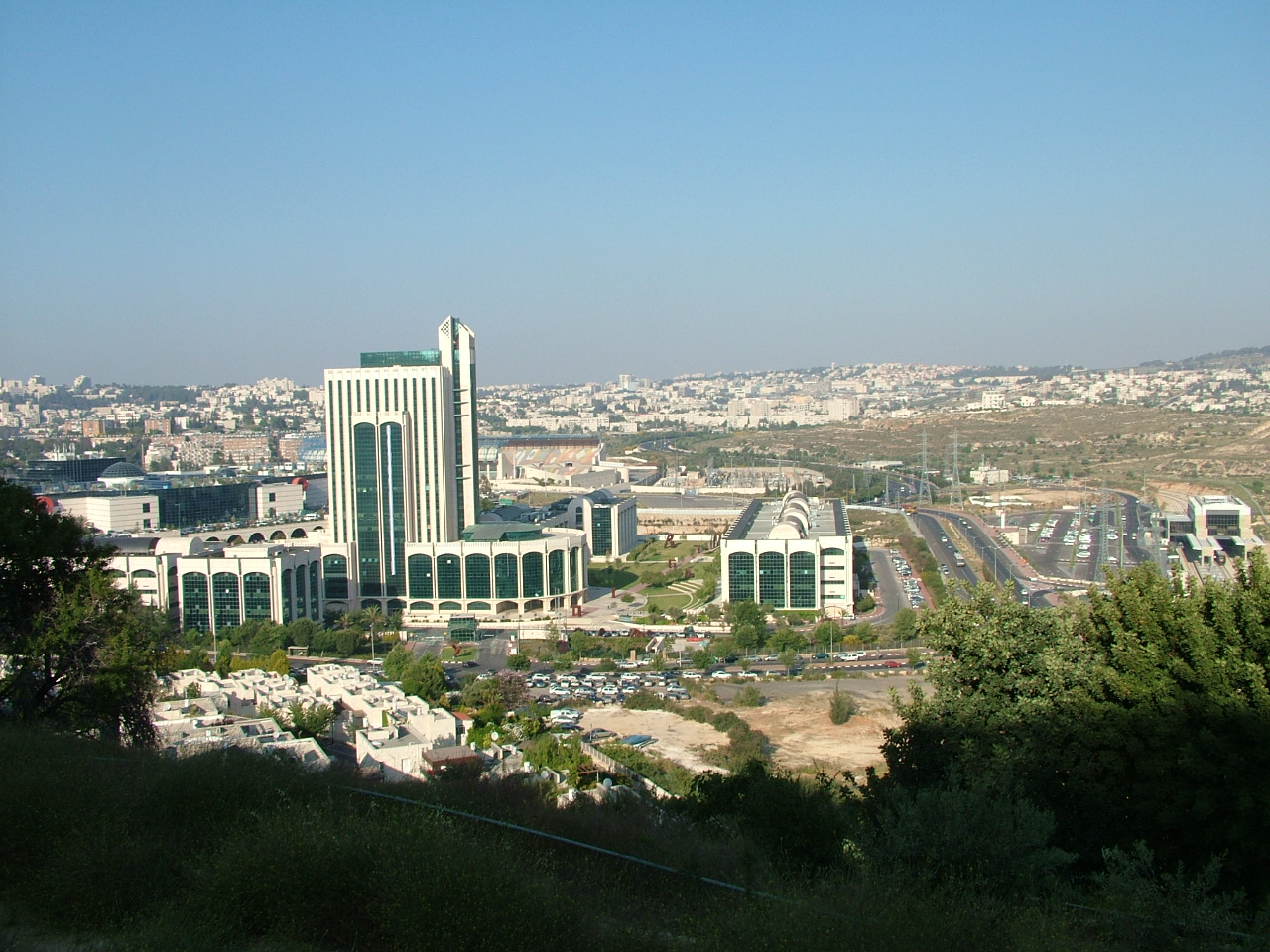
مجمع القدس للتقنية

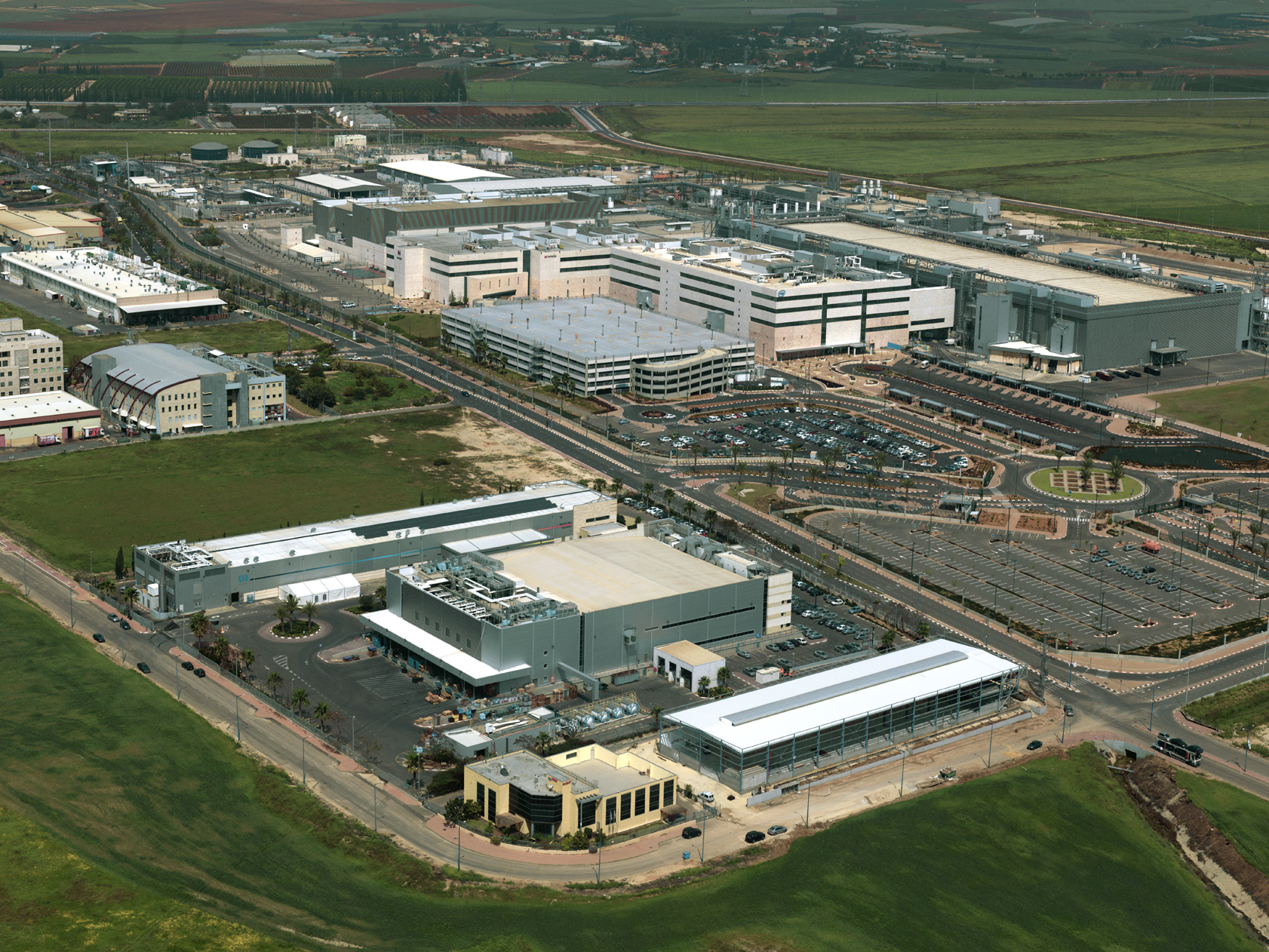
مصانع إنتل وهوليت-باكارد و ميكرون في كريات غات

نظرًا لصغر حجم إسرائيل، تقع معظم مراكز النشاط التقني الصناعية في المناطق المكتظة بالسكان من حيفا شمالاً وحتى تل أبيب جنوباً مع أمتدادات بإتجاه منطقة غرب القدس حيث يقع مجمع التقنية في المالحة ويعرف بمجمع القدس للتقنية (Jerusalem Technology Park)، كما يوجد في شمال غرب القدس مجمع هار هوتزفيم (Har Hotzvim) و إجمالاً فإن مساحة هذه المنطقة لا تزيد عن 6000 كيلومتر مربع.

## الاقتصاد
تمتلك العديد من شركات التكنولوجيا العالمية مرافق بحث وتطوير في هذه المنطقة، بما في ذلك شركات مثل آي بي إم وإنتل حيث طورت إنتل معالجها ثنائي النواة (Core Duo) في مركز تطويرها في إسرائيل والموجود في مركز الصناعات العلمية في ضاحية ماتام في مدينة حيفا،
يوجد في المنطقة مقرات لشركات عالمية مثل جوجل وفيسبوك وهوليت-باكارد وفيليبس وسيسكو سيستمز وأوراكل وساب إس إي و بي إم سي للبرمجيات (BMC Software) و مايكروسوفت و سي إيه للتقنيات (CA Technologies) ، كما يوجد مقرات للعديد من شركات التقنيات الفائقة الإسرائيلية في المنطقة، بما في ذلك شركة زوران (Zoran Corporation) و سيفا (CEVA) و شركة راد للإتصالات (RAD Data Communications) و غيرها الكثير .
في عام 2006 ، تم إنشاء أكثر من 3000 شركة ناشئة في إسرائيل، وهو رقم يحتل المرتبة الثانية بعد الولايات المتحدة.
في نفس العام، صنفت مجلة نيوزويك تل أبيب كواحدة من أفضل عشر مدن ذات تقنية عالية في العالم.
عام 1998 ، صنفت مجلة نيوزويك تل أبيب كواحدة من أكثر عشر مدن تأثيرًا من الناحية التقنية في العالم .
عام 2012 ، صنفت بلومبيرغ نيوز وادي السيليكون الإسرائيلي كواحد من أفضل الأماكن للشركات الناشئة عالية التقنية، واحتل المرتبة الثانية بعد نظيره الأمريكي في ولاية كاليفورنيا .

### الأهمية
عام 2000 ، تم الاعتراف بالأهمية العالمية لوادي السيليكون الإسرائيلي لأول مرة من قبل مجلة وايرد والتي صنفت المواقع من خلال قوة التأثير في قطاع التقنيات الفائقة، حيث أعطى التقييم المنطقة الإسرائيلية نفس مرتبة بوسطن وهلسنكي ولندن وكيستا في السويد ، في المرتبة الثانية بعد وادي السيليكون الأمريكي .

## الشركات الاستثمارية

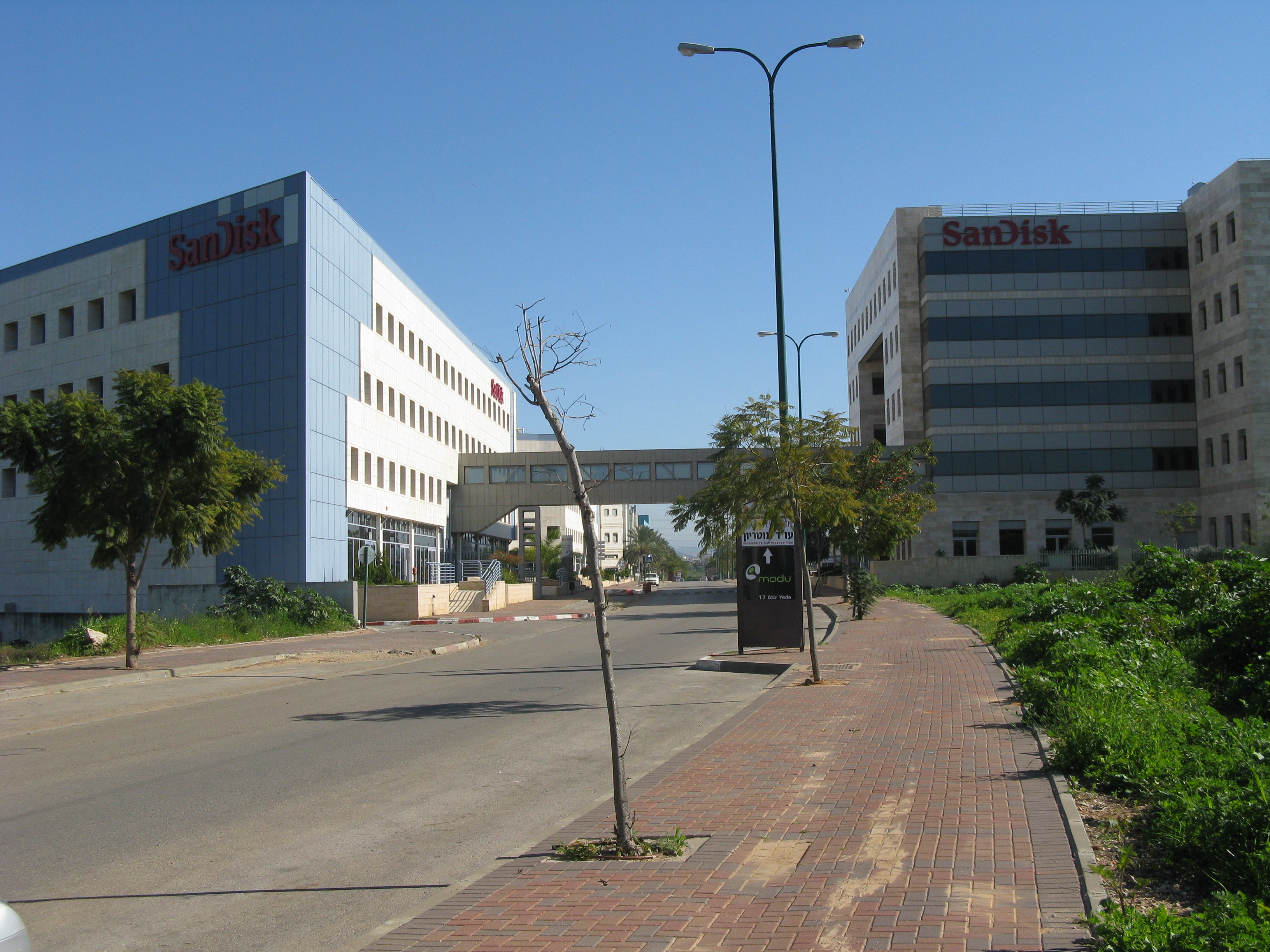
مجمع شركة سانديسك في كفار سابا

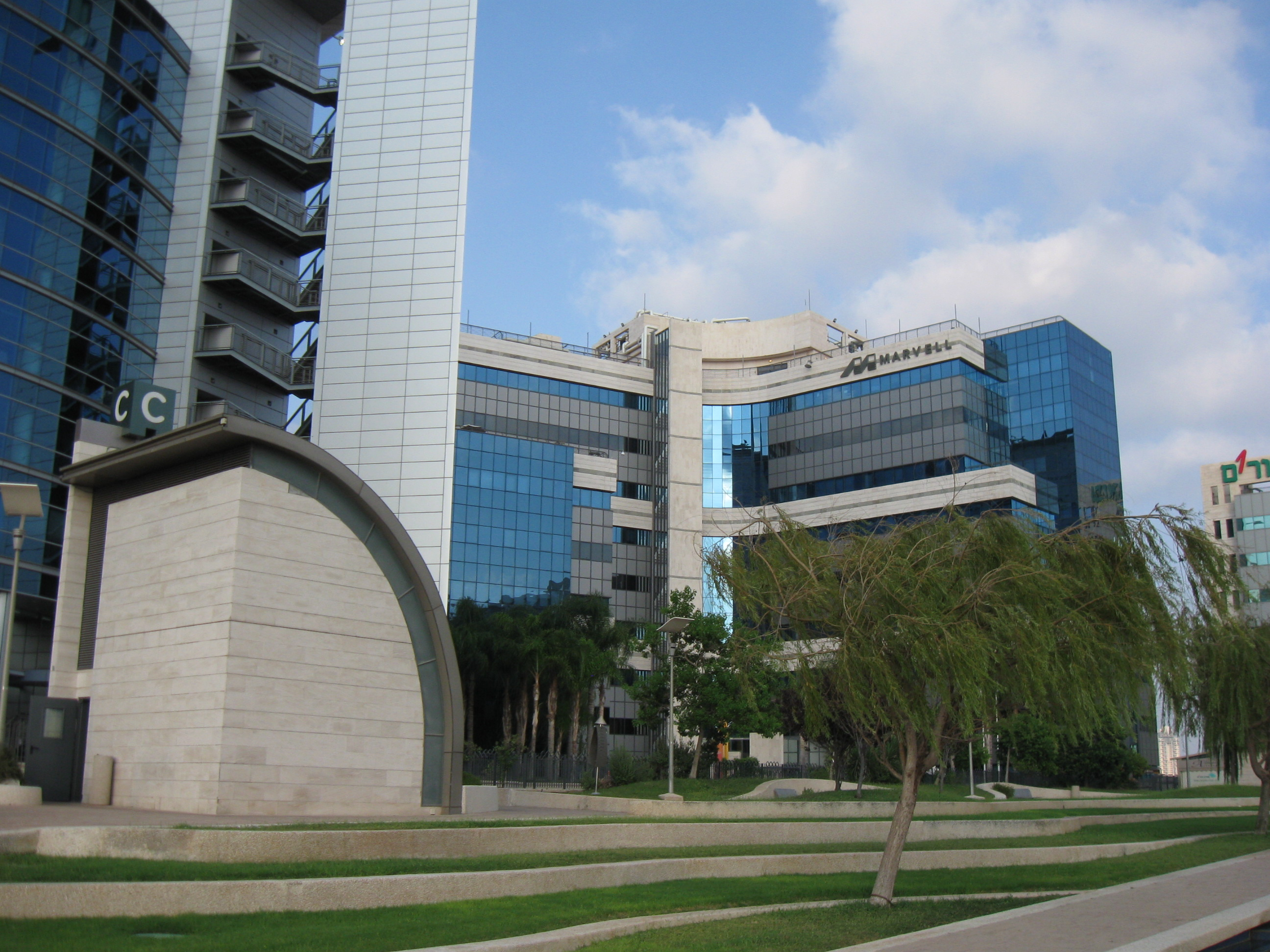
مجمع شركة مارفل للتطوير في بتاح تكفا

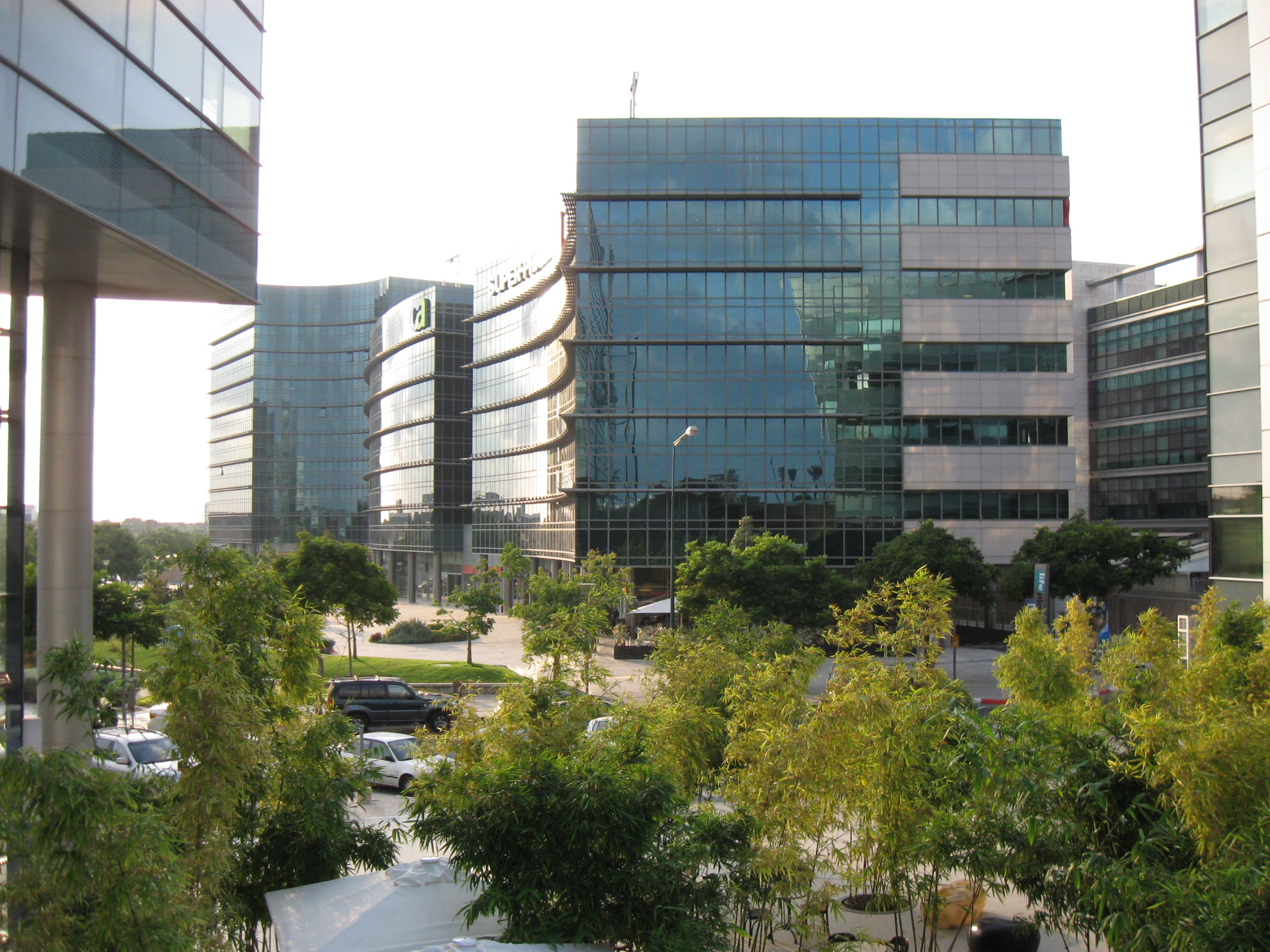
مقر شركة سي أيه للتقنيات في هرتسليا

يمكن إرجاع أصل صناعة رأس المال الاستثماري المزدهرة الآن في إسرائيل إلى مبادرة حكومية أطلقت في عام 1993 وأطلق عليها اسم برنامج يوزما (و تعني «مبادرة» باللغة العبرية) ، و التي قدمت حوافز ضريبية جذابة لأي استثمارات أجنبية لرأس المال المغامر في إسرائيل وعرضت مضاعفة أي استثمار بأموال من الحكومة الإسرائيلية .
في الفترة بين عامي 1991 و 2000 و كنتيجة لتلك المبادرة، ارتفعت نفقات رأس المال الاستثماري السنوي لإسرائيل، وكلها خاصة تقريبًا، بنحو 60 ضعفًا، من 58 مليون دولار إلى 3.3 مليار دولار، كما زادت الشركات التي أطلقتها صناديق الاستثمار الإسرائيلية من 100 إلى 800 شركة، كما ارتفعت عائدات تقنية المعلومات في إسرائيل من 1.6 مليار دولار إلى 12.5 مليار دولار. و بحلول عام 1999 ، احتلت إسرائيل المرتبة الثانية بعد الولايات المتحدة في رأس المال الخاص المستثمر كحصة من الناتج المحلي الإجمالي. وقد تصدرت العالم في نصيب نموها المنسوب إلى مشروعات التقنيات الفائقة والبالغ سبعين بالمئة من معدل النمو الأسرائيلي .
لعبت صناعة رأس المال الاستثماري المزدهرة في إسرائيل دورًا مهمًا في تمويل وادي السيليكون الإسرائيلي . أثرت الأزمة المالية العالمية في عامي 2007 و 2008 على توافر رأس المال الاستثماري محليًا. ففي عام 2009 ، كان هناك 63 عملية اندماج واستحواذ في السوق الإسرائيلية بقيمة إجمالية قدرها 2.54 مليار دولار وهي أقل بسبعة بالمئة من مستويات الإندماج أو الاستحواذ في عام 2008 و البالغة 2.74 مليار دولار وذلك بعد دمج أو شراء 82 شركة إسرائيلية، وبنسبة 33 ٪ أقل من عائدات عام 2007 البالغة 3.79 مليار دولار عندما تم دمج أو الاستحواذ على 87 شركة إسرائيلية .
تم الاستحواذ على العديد من الشركات الإسرائيلية عالية التقنية من قبل الشركات العالمية لتوفيرها موظفين موثوقين وذوي كفاءة عالية .
في مارس 2019 ، شكل استحواذ شركة إنفيديا على شركة ميلانوكس (Mellanox) الإسرائيلية مقابل 6.9 مليار دولار أكبر صفقة استحواذ في العالم في عام 2019 .
بشكل عام، أصبحت الشركات الناشئة الإسرائيلية جذابة للغاية لدرجة أن الشركات الأمريكية تميل إلى الاستحواذ عليها أكثر من شركات أي بلد آخر، وقد مثلت نصف جميع معاملات الإستحواذ الأمريكية في عام 2018 .
تمتلك صناعة رأس المال الاستثماري في إسرائيل حوالي 70 صندوقًا نشطًا لرأس المال الاستثماري، منها 14 صندوقاً لرأس المال الاستثماري الدولي مع مكاتب داخل إسرائيل، بالإضافة للعديد من الصناديق الاستثمارية الدولية التي ليس لها مكاتب في إسرائيل ولكنها تستثمر بنشاط فيها .
في عام 2009 ، تصدر قطاع علوم الحياة السوق بحصوله على 272 مليون دولار أو 24٪ من إجمالي رأس المال الاستثماري، يليه قطاع البرمجيات بقيمة 258 مليون دولار أو 23٪، ثم قطاع الاتصالات بقيمة 219 مليون دولار أو 20٪، ثم قطاع الإنترنت بنسبة 13٪. من رأس المال الذي تم استثماره في عام 2009 .